# Camarasaurus
Camarasaurus (z latinského camara - dutina, kamarasaurus měl totiž v obratlích velké dutiny) byl rod obřích čtyřnohých býložravých dinosaurů. Tento rod představuje nejrozšířenější ze sauropodů, kteří obývali v době před 150 miliony let západ Severní Ameriky.

## Rozměry

Velikostní porovnání tří popsaných druhů kamarasaura s dospělým člověkem.

Kamarasauři sice nedosahovali délky diplodoků (maximálně asi 18 až 23 metrů), ale vážili podstatně více, až kolem 47 tun. Existují také fosílie patrně ještě větších jedinců, kolem 25 metrů dlouhých. Byla však objevena také kostra mláděte, dlouhá jen 12,2 metru. Druh C. lewisi dosahoval délky 13 metrů a hmotnosti 10 000 kg, druh C. grandis délky 14 metrů a hmotnosti 13 000 kg, druh C. lentus délky 15 metrů a hmotnosti 15 000 kg a největší C. supremus délky 18 metrů a hmotnosti 23 000 až 23 900 kg.

## Paleobiologie a objevy
Kamarasauři pravděpodobně žili v malých stádech. Jejich fosilie pocházejí z pozdní jury, období před zhruba 155 až 145 miliony let. Tito masivní dinosauři patří k objevům spojeným s obdobím tzv. Války o kosti na konci 19. století.
Rozšíření páteřního kanálu v křížové oblasti, zjištěné poprvé právě u kamarasaura přivedlo badatele na konci 19. a v první polovině 20. století k mylné domněnce, že tito dinosauři byli vybaveni druhým nervovým centrem právě v této oblasti těla. Sekundární "mozek" měl pomáhat s ovládáním ocasu a zadních končetin a posilovat zde funkci vzdáleného mozku v lebce. Ve skutečnosti však dinosauři žádný druhý mozek neměli, jedná se patrně jen o rozšíření páteřního kanálu pro umístění glykogenového tělesa - zásobárny polysacharidu glykogenu, známou například u dnešních ptáků.
Některé druhy tohoto rodu mohou být ve skutečnosti samostatnými platnými taxony s vlastním rodovým jménem. To je případ druhu Cathetosaurus lewisi, který je od roku 2013 považován za samostatný rod kamarasauridního sauropoda.
Vědecká studie z roku 2011 dokazuje, že tito dinosauři podstupovali sezónní migrace na vzdálenost asi 300 kilometrů. Prokázala to izotopová analýza jejich fosilních zubů. Fosilie tohoto rodu byly objeveny také na území státu Montana, tedy mnohem severněji, než se předpokládalo.

## Stavba těla
Camarasaurus patřil k robustně stavěným sauropodům, kteří neměli oproti například diplodokidům příliš dlouhý krk a ocas. Charakteristické pro ně byly čtyři sloupovité končetiny, mohutné tělo a dlouhý krk i ocas. Hlava byla charakteristicky vysoká a krátká. Charakteristický je například i tvar krčních obratlů tohoto sauropoda.